# António de Saldanha da Gama
D. António de Saldanha da Gama (Lisboa, 5 de Fevereiro de 1778 – Lisboa, 23 de Julho de 1839), conde de Porto Santo, foi um aristocrata, militar da Armada e político que, entre outras funções, se distinguiu como diplomata e administrador colonial. Antes de completar 30 anos de idade já tinha sido nomeado governador e capitão-general do Maranhão (1802), vogal do Conselho do Ultramar (1806) e governador-geral de Angola (1807). Foi Ministro dos Negócios Estrangeiros e interinamente Ministro da Fazenda. Foi sócio honorário da Academia Real das Ciências de Lisboa e membro da Maçonaria.

## Biografia
Foi filho de D. Manuel de Saldanha da Gama, moço fidalgo e membro do Conselho do Ultramar, e de D. Francisca Joana Josefa da Câmara, uma dama de origem madeirense, sendo natural de Lisboa, freguesia de Santos-o-Velho.
Seguiu a carreira militar, como oficial de Marinha, tendo-se reformado no posto de chefe-de-esquadra da Armada Real. Na sua carreira militar foi ajudante-de-campo do príncipe Augusto de Inglaterra, duque de Sussex.
O seu primeiro cargo político foi o de governador e capitão-general do Maranhão, para o qual foi nomeado em 1802.
Logo em 1806 foi nomeado vogal do Conselho do Ultramar, cargo que fora exercido por seu pai, e em 1807 foi escolhido para governador-geral de Angola, funções que exerceu até 1810.
Durante o seu mandato como governador-geral de Angola empenhou-se na modernização económica e administrativa da colónia tendo realizado uma importante obra de fomento. Foi naquele período que se iniciou a extração de minério de ferro e cobre em Angola e se testou a extração de enxofre na região de Benguela. No campo da agricultura, realizaram-se experiências destinadas à introdução das culturas de goma copal e de cardamomo. Para fornecer montadas às forças militares, estabeleceu uma coudelaria na região do Dondo. Com o objectivo de pacificar o território, isentou os povos indígenas de alguns tributos. No campo administrativo restabeleceu a Aula de Matemática na cidade de Luanda, cidade onde promoveu a construção do primeiro cemitério que ali existiu. Também promoveu, sem sucesso, as primeiras tentativas de travessia do continente africano desde a costa atlântica angolana até Moçambique.
Em 1810, terminado o seu mandato como governador-geral de Angola, fixou-se no Rio de Janeiro, cidade onde a Corte portuguesa se havia instalado. Ali foi nomeado membro do Conselho da Fazenda, cargo que exerceu durante quatro anos.
Terminadas na Europa as Guerras Napoleónicas, foi nomeado ministro plenipotenciário da delegação portuguesa que participou no Congresso de Viena. Nessas funções afirmou-se como bom diplomata, prestando distintos serviços à causa portuguesa.
Ingressou então no serviço diplomático português, sendo sucessivamente colocado como ministro plenipotenciário junto das cortes de São Petersburgo (1815-1820) e Madrid (1820). Por decreto de 24 de Maio de 1820 foi escolhido para integrar o Governo de Portugal.
No ano de 1823 foi nomeado embaixador extraordinário em Madrid. Nesse mesmo ano, por Decreto de 23 de Outubro de 1823, foi feito conde de Porto Santo, título que se deve à origem familiar de sua mãe.
Em 1825, sendo ainda embaixador em Madrid, foi nomeado pela infanta regente D. Isabel Maria para o cargo de Ministro e Secretário de Estado dos Negócios Estrangeiros, cargo que exerceu até 1826. Foi também, embora interinamente, Ministro e Secretário de Estado dos Negócios da Fazenda no período de 4 a 26 de Setembro de 1825.
Em 1826 foi feito par do Reino, mas foi demitido do ministério o que determinou o seu afastamento da vida política.
Apesar da sua pertença à Maçonaria, em 1828 foi um dos nobres que assinou o Assento dos Três Estados do Reino que declarou D. Miguel I de Portugal como legítimo rei.
Manteve-se fora da actividade política durante a Guerra Civil Portuguesa, regressando em 1833, já depois da tomada da capital pelas tropas liberais, sendo então escolhido para primeiro presidente da Comissão Municipal de Lisboa.
Alegando 34 anos de serviço sem receber remuneração alguma, solicitou e obteve da rainha D. Maria II de Portugal as comendas da Ordem de Cristo de São Pedro do Sul, de São João do Pinheiro e de São Salvador de Baldreos, que se encontravam vagas.
Para além de ser moço fidalgo da Casa Real teve o título honorífico de veador da Fazenda da rainha D. Carlota Joaquina. Pelos seus serviços recebeu a grã-cruz da Ordem da Torre e Espada e da Ordem de Carlos III de Espanha e foi comendador da Ordem de São Bento de Avis e da Ordem de Cristo. Foi ainda sócio honorário da Academia Real das Ciências de Lisboa.
Aderiu à Maçonaria nos tempos em que foi ajudante-de-campo do príncipe Augusto de Inglaterra, duque de Sussex, que era então o grão-mestre daquela organização.
É autor da obra Memoria sobre as Colonias de Portugal, Situadas na Costa Occidental da Africa, Mandada ao Governo em 1814. Como homenagem, a obra foi impressa pelos alunos da Casa Pia no ano da sua morte e depois reeditado em Paris.
Casou em 15 de Agosto de 1802 no sítio da Piedade, em Colares (Sintra), na ermida da quinta de Alvaro Thomazini, com D. Antónia Basília de Brito Acciajuoli, filha de D. José de Brito Leal Herédia, da Ilha da Madeira e maçon como ele e de dona Antónia Margarida de Sá Acciajuoli. Deste casamento não houve descendência, motivo porque a todos os seus bens passam para Francisco Correia Herédia, filho de D. Francisca e do capitão Francisco Moniz de Aragão e Melo.

## Obras publicadas
- Luís António de Abreu e Lima, visconde da Carreira (editor), Memoria sobre as colonias de Portugal, situadas na costa occidental d'Africa, mandada ao governo pelo antigo governador e capitão general do reino de Angola, Antonio Saldanha da Gama, em 1814, precedida de um discurso preliminar, augmentada de alguns additamentos e notas, e dedicada, em signal de gratidão, aos eleitores do Circulo Eleitoral de Vianna do Minho, Pelo antigo ajudante d'ordens d'aquelle Governador Luís António de Abreu e Lima. Paris: Typographia de Casimir, 1839. (2 ll.), 112 pp. 8º.